# Raekwon
Raekwon, nome artístico de Corey Woods, (Staten Island, Nova York, 12 de Janeiro de 1970), é um rapper americano da Costa Leste. Ele é membro do grupo de rap Wu-Tang Clan.

## Discografia

### Álbuns
- 1995 - Only Built 4 Cuban Linx...
- 1999 - Immobilarity
- 2003 - The Lex Diamond Story
- 2009 - Only Built 4 Cuban Linx II
- 2011 - Maki Besta

### Mixtapes
- 2003 - Only Built 4 The Streets
- 2006 - Heroin Only
- 2006 - R.A.G.U. (Rae and Ghost United)
- 2007 - The Vatican Mixtape Vol. 1
- 2007 - The Vatican Mixtape Vol. 2: The DaVinci Code
- 2007 - The Vatican Mixtape Vol. 3: House Of Wax

### Singles e EPs
- 1994 - "Heaven & Hell" (feat. Ghostface Killah)
- 1995 - "Ice Cream" (feat. Ghostface Killah, Method Man, & Cappadonna) b/w "Incarcerated Scarfaces"
- 1995 - "Criminology" (feat. Ghostface Killah) b/w "Glaciers of Ice" (feat. Ghostface Killah, Masta Killa & Blue Raspberry)
- 1996 - "Rainy Dayz" (feat. Ghostface Killah & Blue Raspberry) b/w "Rainy Dayz (Remix)"
- 1999 - "Live From New York"
- 1999 - "100 Rounds"
- 2003 - "The Hood" (feat. Tiffany Villarreal)
- 2003 - "Clientelle Kids" (feat. Fat Joe & Ghostface Killah)
- 2004 - "Planet of the Apes"
- 2006 - "State of Grace"
- 2006 - "Cuban Chronicles"
- 2007 - "My Corner"
- 2008 - "The G Hide" (feat. Ghostface Killah)
- 2008 - "Once in a Lifetime" (feat. Mika)

## Participações
- 1993 - Enter the Wu-Tang: 36 Chambers (álbum por Wu-Tang Clan)
- 1994 - "Meth vs Chef" (de Method Man álbum Tical)
- 1995 - "Raw Hide" (de Ol' Dirty Bastard álbum Return to the 36 Chambers: The Dirty Version)
- 1995 - "Investigative Reports" (de GZA álbum Liquid Swords)
- 1995 - "Respect Mine" (de Fat Joe álbum Jealous One's Envy)
- 1995 - "Right Back At You" & "Eye For An Eye" (de Mobb Deep álbum The Infamous)
- 1995 - "Stop The Breaks" (com KRS-One, O.C., Killa Sin & The Notorious B.I.G., não-lançado)
- 1996 - Ironman (álbum por Ghostface Killah)
- 1996 - "Doe Or Die (Remix)" (de AZ Doe Or Die 12")
- 1996 - "Nighttime Vultures" (de Mobb Deep álbum Hell on Earth)
- 1996 - "War Face (Ask Fi War) (Remix)" (de Bounty Killer álbum My Xperience)
- 1997 - "Execute Them" (de Wu-Tang Killa Bees álbum Wu-Tang Killa Bees: The Swarm)
- 1997 - "Wu-Tang Forever" (álbum de Wu-Tang Clan)
- 1997 - "Nasty Immigrants" (de Nutty Professor soundtrack)
- 1997 - "Give You All I Got" (de Allure's self titled album)
- 1998 - "Dart Throwing" (de Cappadonna álbum The Pillage)
- 1998 - "Intellectuals" (de Sunz Of Man álbum The Last Shall Be First)
- 1998 - "Skew It On The Bar-B" (de OutKast álbum Aquemini)
- 1998 - "John Blaze" (de Fat Joe álbum Don Cartagena)
- 1998 - "Spring Water" & "As The World Turnz" (de La the Darkman álbum Heist Of The Century)
- 1998 - "Black Trump" (de Cocoa Brovaz álbum Rude Awakening)
- 1998 - "The Worst" (de Onyx álbum Shut Em Down)
- 1998 - "Spazzola" (de Method Man álbum Tical 2000: Judgement Day)
- 1998 - "Movin' On (Remix)" (de Mýa álbum Mÿa)
- 1999 - "Frozen" (de Slick Rick álbum The Art of Storytelling)
- 1999 - "The Game" (de Pete Rock álbum Soul Survivor)
- 1999 - "Can't Fuck Wit" (de Mobb Deep álbum Murda Muzik)
- 1999 - "Ghetto" (de Deric Angelettie álbum Tell Em Why U Mad)
- 2000 - "Money Talks" (de Sticky Fingaz álbum Black Trash: The Autobiography Of Kirk Jones)
- 2000 - "Apollo Kids" & "Wu Banga 101" (de Ghostface Killah álbum Supreme Clientele)
- 2000 - "The Heist" (de Busta Rhymes álbum Anarchy)
- 2000 - "The W" (álbum por Wu-Tang Clan)
- 2001 - "The Jump Up" (de Benzino álbum The Benzino Project)
- 2001 - "Love Is The Message" (de Cappadonna álbum The Yin & The Yang)
- 2001 - "Maxine", "Flowers", "The Forest" & "The Hilton" (de Ghostface Killah álbum Bulletproof Wallets)
- 2001 - "Iron Flag" (álbum por Wu-Tang Clan)
- 2003 - "Respect Mine" (de Mathematics álbum Love, Hell Or Right)
- 2003 - "What's Fuckin With Us" (de CHOPS álbum Virtuosity)
- 2004 - "The Turn" (de Method Man álbum Tical 0: The Prequel)
- 2004 - "A Thousand Words" (de Phil Da Agony álbum The Aromatic Album)
- 2004 - "The Bump Bump" (de Prince Po álbum The Slickness)
- 2004 - "D.T.D." (de Masta Killa álbum No Said Date)
- 2004 - Disciples of the 36 Chambers: Chapter 1 (álbum por Wu-Tang Clan)
- 2005 - "Guerrilla Rap" (de Tragedy Khadafi álbum Thug Matrix)
- 2005 - "Real Nillaz" (de Mathematics álbum The Problem)
- 2005 - "Advanced Pawns", "Destruction Of A Guard" (de DJ Muggs vs Gza album Grandmasters)
- 2005 - "So Long (feat. Mashonda)" (de Cassidy álbum I'm A Hustla)
- 2005 - "New York (feat. Ghostface Killah)" (de AZ álbum A.W.O.L)
- 2005 - "Black Opera" (de Supernatural álbum S.P.I.T.)
- 2005 - "Address Me As Mister (Remix)" (feat. Papoose & Busta Rhymes (de Papoose Mixtape A Threat And A Promise)
- 2005 - "Rewind the Time" (feat. Tiffany Villarreal)" (do álbum Tiffany Villarreal)
- 2006 - "Kilo", "R.A.G.U.", "9 Milli Bros." "Dogs of War" & "Three Bricks" (de Ghostface Killah álbum Fishscale)
- 2006 - "Goldmine" (de Busta Rhymes álbum The Big Bang)
- 2006 - "It's What It Is" (de Masta Killa álbum Made in Brooklyn)
- 2006 - "The Glide" & "Presidential MC" (de Method Man álbum 4:21...The Day After)
- 2006 - "Where It Started At (NY)" (de Hi-Tek álbum Hi-Teknology 2: The Chip)
- 2006 - "Heaven Or Hell" (com Joy Denalane do álbum Born & Raised)
- 2006 - "Just one of Those Days" (de Git Beats 12" Just one of Those Days feat. Raekwon & Ice Water)
- 2006 - "Cup Of Tea" (com Q-Unique da mixtape $treet $upreme)
- 2007 - "Brazil", "Enemy (remix)", "Cocaine World", "Thousands To M's (remix)" (de Ill Bill mix-tape ILL BILL Is The Future Volume 2 : I'm A Goon!)
- 2007 - "Cilvaringz" álbum "I". He appears on numerous songs and/or skits
- 2007 - "Make Me Better (remix)" (Remix do single de Fabolous álbum From Nothin' to Somethin')
- 2007 - "The PJs" (de Pete Rocks upcoming álbum NY's Finest)
- 2007 - "Icecream 2007" (de Swann álbum "Walking Papers")